# Dinamarca nos Jogos Olímpicos de Inverno de 1960
A Dinamarca competiu nos Jogos Olímpicos de Inverno de 1960, realizados em Squaw Valley, Estados Unidos.